# Kokotića paloc
Kokotića paloc, zgrada u Starom Gradu na Hvaru na adresi Novo riva 4.
Podignuta ... Novi vlasnici kupili su ju 1923. godine. Otad su ju iznajmljivali. Preživjela je prve nacionalizacijske udare jugokomunističkog režima na male i srednje poduzetnike i posjednike. U odnosu na pojedine druge objekte, relativno je kasno nacionalizirana — 1959. godine. Vlasnicima su vlasti kao nadoknadu ponudile jednu manju kuću. Crveni križ je bio smješten u zgrada pa je isposlovao da se vrati prvi kat u vlasništvo. Prizemlje i drugi kat općina je dodijelila poduzeću Hotelima Helios. Sve do 1990. godine u tim je prostorima poslovalo kao hotel pod imenom Jadran. Hotelijeri su iselili i vratili ključeve prostora obitelji čiji je to bio prostor prije nacionalizacije. No, dan pred stupanje na snagu Zakona o denacionalizaciji, imovina je završila u glavnici hotelske kuće što je paraliziralo proces povrata imovine. UO Hotela Heliosa se je odrekao se te imovine 1999. godine i složio se da se nekretnine fizički – u naravi - vrate bivšim vlasnicima, no onda je na jednoj drugoj instanci donesen pravni akt o naknadi u dionicama na koji je uslijedila žalba. Zbog svih tih zastoja u povratu još od 1990. održavanje zgrade je zastalo te zgrada propada.

## Vanjske poveznice
- STARI GRAD – Bivši hotel »Jadran (Kokotića paloc)« Topographie und Trim – Hvar